# Riserva naturale controllata Lago di Penne
La Riserva naturale controllata Lago di Penne è un'area naturale protetta situata nel comune di Penne, in provincia di Pescara ed è stata istituita nel 1987.

## Storia
Negli anni 1980, un gruppo di naturalisti iniziò dei progetti di tutela ambientale, intorno al bacino artificiale denominato Lago di Penne, che si è creato grazie allo sbarramento del fiume Tavo. Infatti la creazione del lago artificiale, aveva creato un luogo importante per la sosta dell'avifauna di passo e nidificante, oltre alla già numerosa avifauna stanziale. Quindi già nel 1985 la Provincia di Pescara vietò in quelle zone la caccia, preludio alla creazione della Riserva nel 1987, con apposita legge regionale.

## Gestione della riserva
Anche se ufficialmente la gestione sarebbe del comune di Penne, in effetti la gestione operativa e tecnica, è svolta principalmente dalla cooperativa COGECSTRE, e dal WWF.

## Luoghi d'interesse
All'interno e nelle vicinanze della riserva, è possibile visitare l'orto botanico, il centro lontra, il Museo naturalistico Nicola De Leone, il Giardino delle farfalle, il Centro di Educazione Ambientale Antonio Bellini, il centro anatre mediterranee, lo stagno anfibi, e l'area faunistica testuggini comuni.
La maggior parte dei luoghi di interesse si trova sul sentiero natura, che è completamente accessibile, infatti il percorso è tutto tavolato, e quindi anche persone con difficoltà motorie, possono muoversi facilmente ed usufruire delle bellezze della riserva.

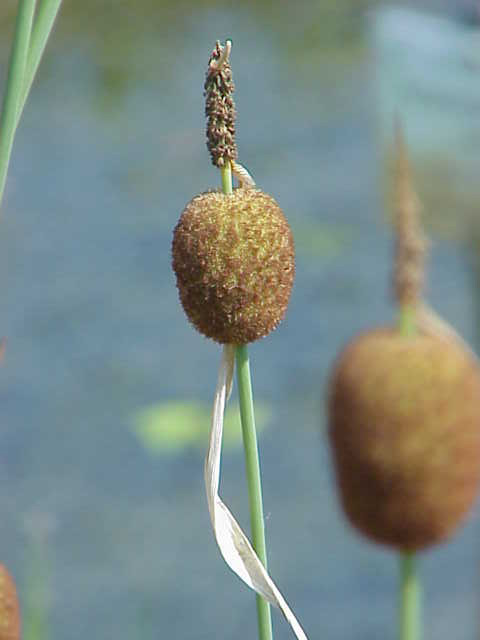
Typha minima

## Flora
All'interno della riserva c'è l'orto botanico di Penne, il cui simbolo è la tifa, ma ci sono anche diverse piante aromatiche come il timo, la maggiorana, la lavanda, e la menta.

## Fauna
All'interno della riserva c'era il centro lontra, infatti nel 1991 il WWF per le acque pulite e la vegetazione ideale, aveva indicato questa riserva come la migliore per la riproduzione in cattività del mammifero, attività che era coordinata con altri centri italiani ed europei. Altro mammifero oggi ancora visibile nella riserva è il tasso, oltre a numerosi piccoli roditori, abbastanza comuni anche al di fuori dell'area protetta.

### Avifauna
Lo svasso maggiore, la garzetta, la nitticora, la grus grus, la cicogna nera e la bianca, il mignattaio, la spatola, il cardellino, il frosone, il beccafico, lo zigolo muciatto, l'averla capirossa, ed il merlo.

## Galleria d'immagini

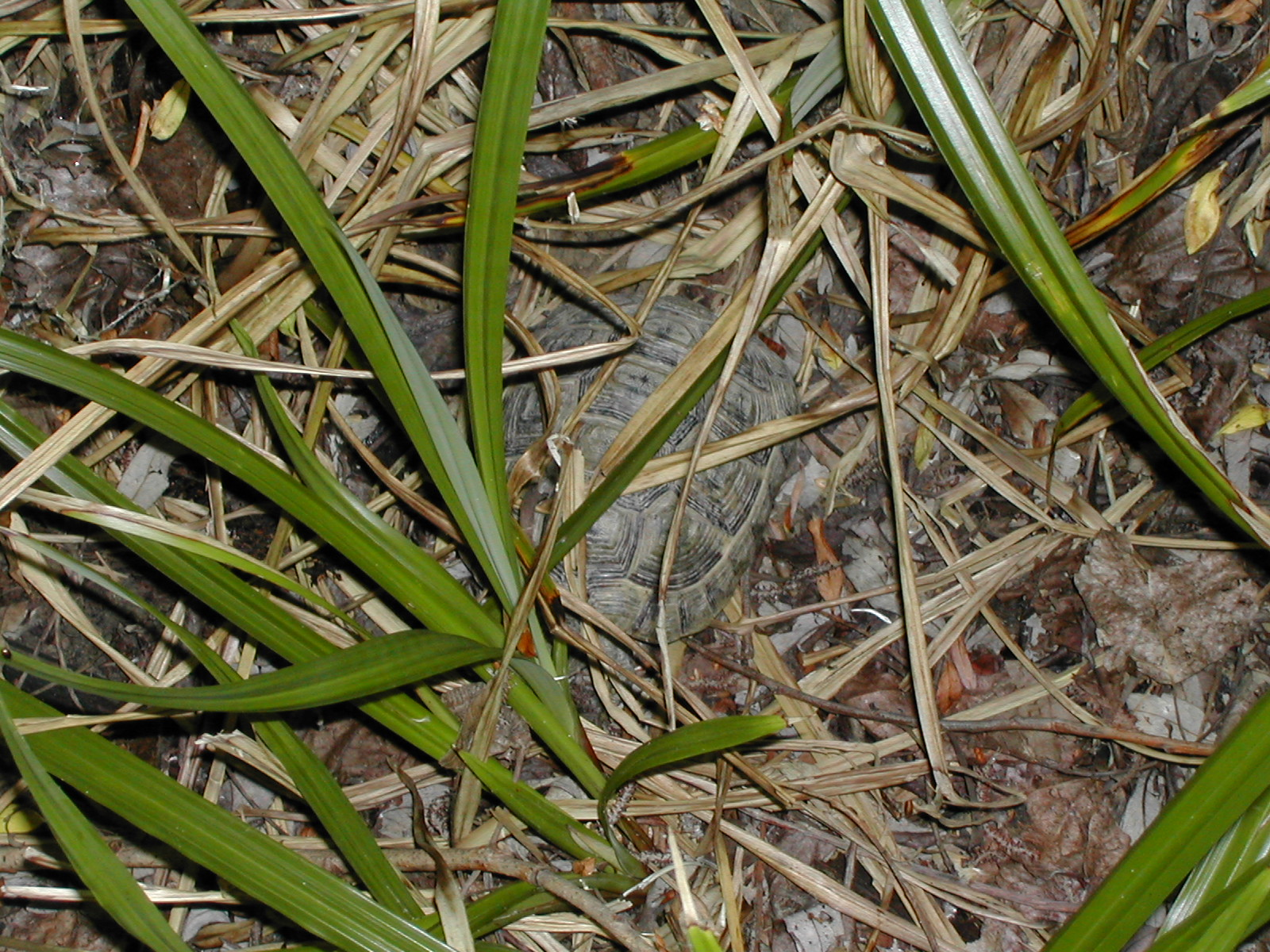
area faunistica testuggini comuni
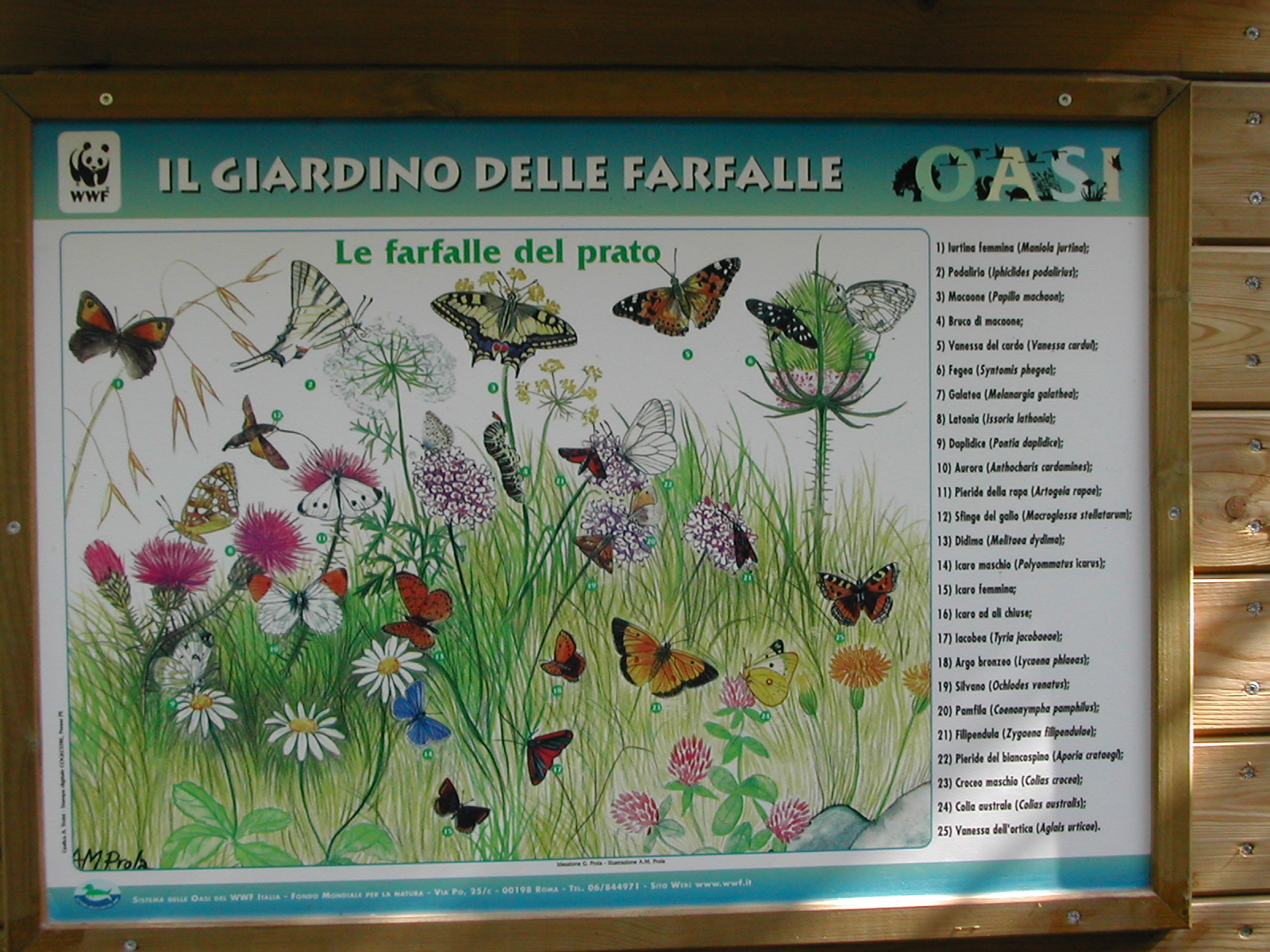
Giardino delle farfalle
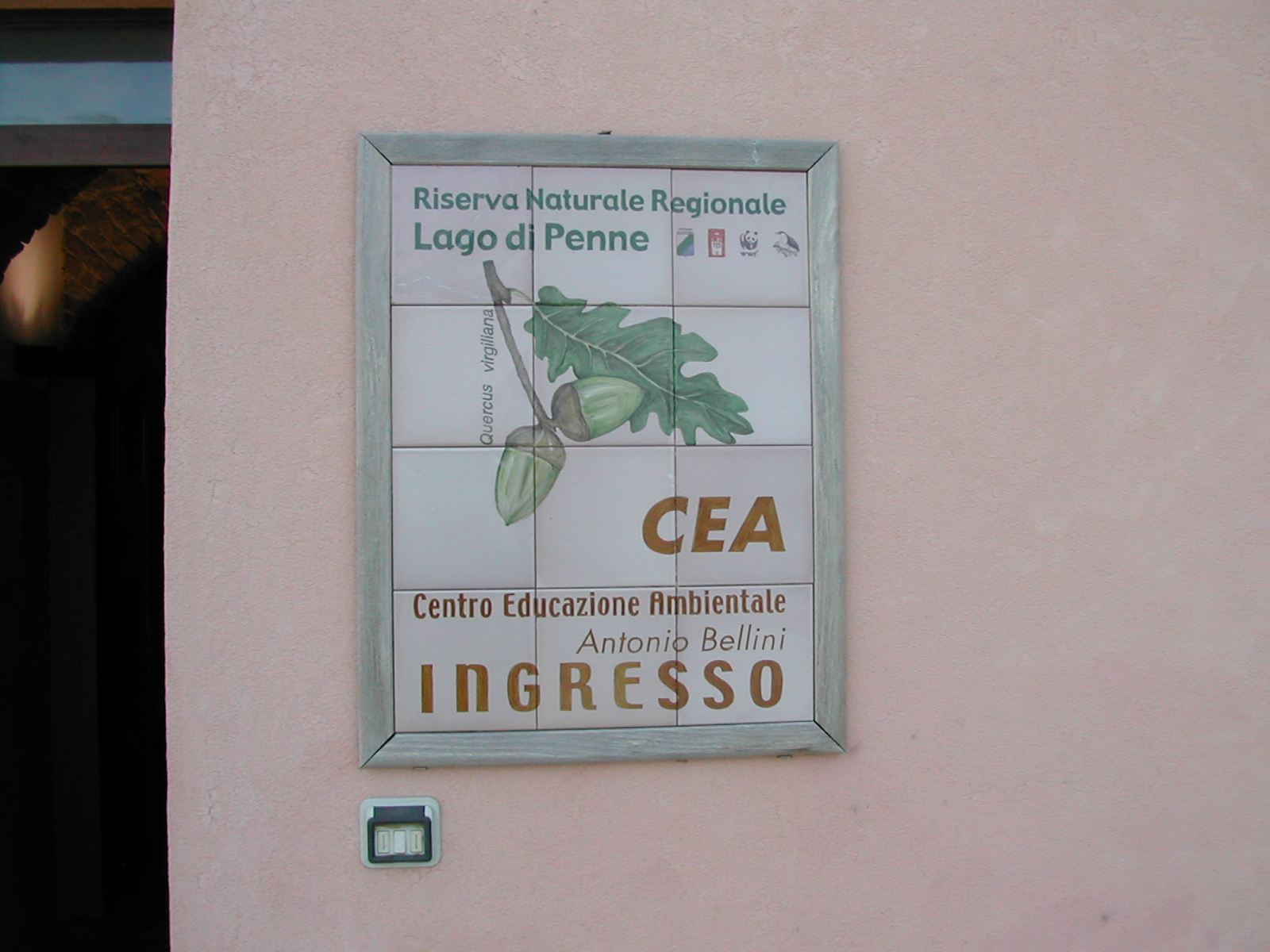
Centro di Educazione Ambientale Antonio Bellini
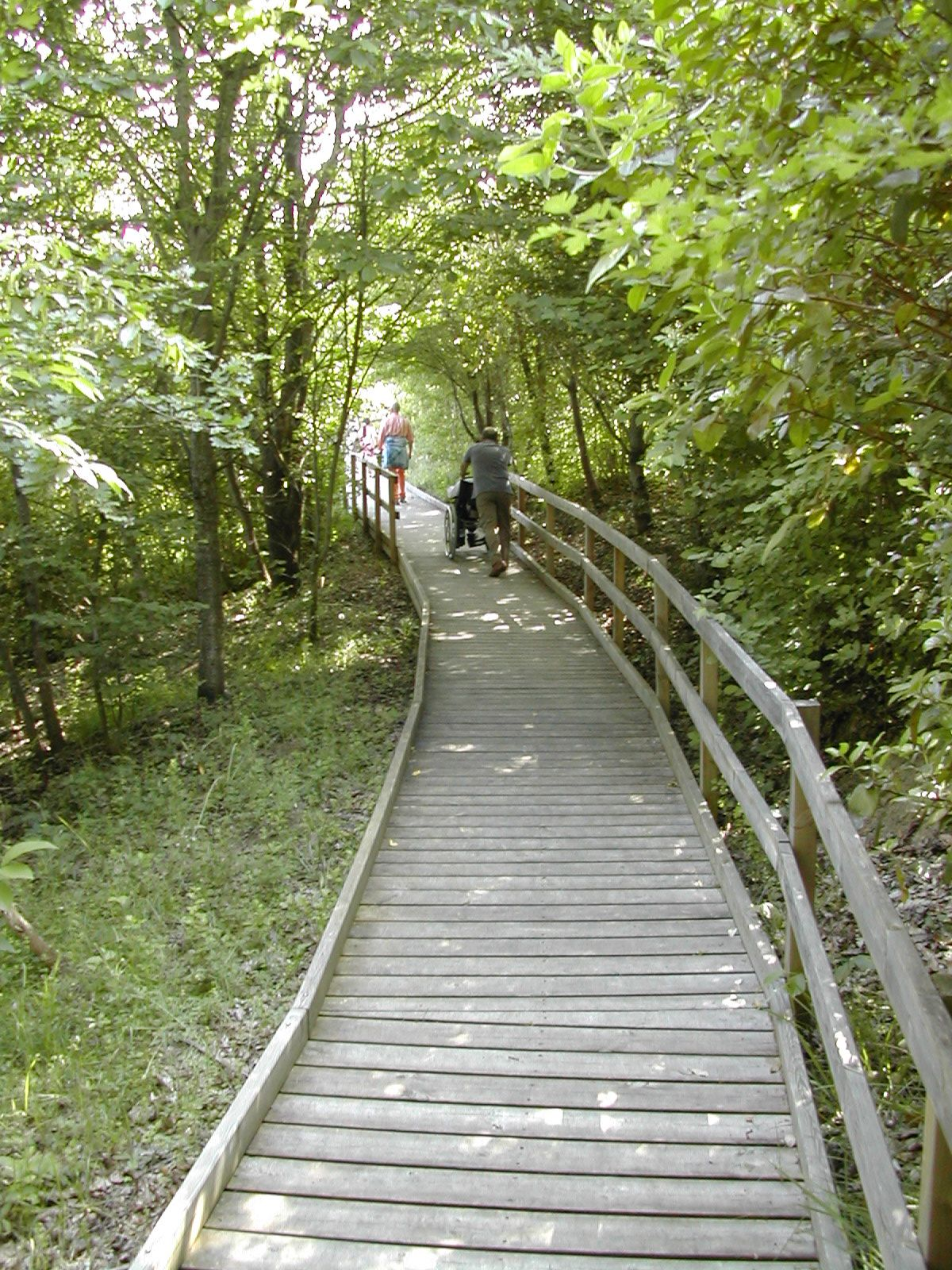
Sentiero natura